# Lesnica, Trgovište
Lesnica (izvirno srbsko Лесница) je naselje v Srbiji, ki upravno spada pod Občino Trgovište; slednja pa je del Pčinjskega upravnega okraja.

## Demografija
V naselju živi 141 polnoletnih prebivalcev, pri čemer je njihova povprečna starost 47,8 let (44,0 pri moških in 52,1 pri ženskah). Naselje ima 63 gospodinjstev, pri čemer je povprečno število članov na gospodinjstvo 2,52.
To naselje je, glede na rezultate popisa iz leta 2002, večinoma srbsko, a v času zadnjih treh popisov je opazno zmanjšanje števila prebivalcev.
|  |

| Demografija | Demografija     | Demografija     |
| Leto        | Št. prebivalcev | Št. prebivalcev |
| ----------- | --------------- | --------------- |
|             |                 |                 |
|             |                 |                 |
|             |                 |                 |
|             |                 |                 |
| 1948        | 672             |                 |
| 1953        | 632             |                 |
| 1961        | 495             |                 |
| 1971        | 430             |                 |
| 1981        | 324             |                 |
| 1991        | 217             | 217             |
| 2002        | 159             | 159             |
|             |                 |                 |

| Etnična sestava po popisu iz leta 2002 | Etnična sestava po popisu iz leta 2002 | Etnična sestava po popisu iz leta 2002 | Etnična sestava po popisu iz leta 2002 | Etnična sestava po popisu iz leta 2002 |
| -------------------------------------- | -------------------------------------- | -------------------------------------- | -------------------------------------- | -------------------------------------- |
| Srbi                                   | Srbi                                   |                                        | 156                                    | 98,11%                                 |
| Neznano                                | Neznano                                |                                        | 3                                      | 1,88%                                  |